# Скрипка Тамара Олексіївна
Тама́ра Олексі́ївна Скри́пка (нар. 20 березня 1955, Луцьк) — українська літературознавиця, художниця, дослідниця біографії Лесі Українки.

## Життєпис
Закінчила Луцький педагогічний інститут імені Лесі Українки, відділення української філології.
Працювала вчителькою образотворчого мистецтва у школі, художницею-декораторкою Луцького ЦУМу (1972–1975).
Після закінчення інституту — завідувачка музею Лесі Українки Луцького державного педагогічного інституту (1984–1986), асистентка кафедри української літератури Луцького педагогічного інституту (1988–1990). У 1986–1989 — стажистка-дослідниця Інституту літератури імені Тараса Шевченка НАН України. Від 1989–1992 — молодша наукова співробітниця Відділу рукописів і текстології Інституту літератури ім. Т. Г. Шевченка.
Від 1996 року мешкає у США.
2001–2004 — головна редакторка журналу «Віра» Об'єднання українських православних сестринств у США.
2009–2011 — заступниця директора Науково-дослідного інституту Лесі Українки Волинського національного університету.

## Твори, публікації
Авторка близька 100 наукових й науково-популярних статей, рецензій, краєзнавчих публікацій.
Наукова редакторка збірника статей і матеріалів «Леся Українка: доля, культура, епоха», 2010.
Редакторка-упорядниця «Новин з Академії». 2007–2010.
Кураторка виставок
- «Повернення…»: Музей Лесі Українки Луцького педагогічного інституту, Музей визначних діячів української культури М. Лисенка, Лесі Українки, М. Старицького, П. Саксаганського (1990, 1991).
- Мирослав Радиш (1910–1995): Національний музей Тараса Шевченка (1995).

Авторка книг
- Дворянське гніздо Косачів / І. О. Денисюк, Т. О. Скрипка. — Л.: Академічний експрес, 1999. — 268 с.: фотогр. — ISBN 966-70940-07-3
- Михайло Черешньовський: статті. Спогади. Матеріяли / упоряд. і вступна ст. Т. Скрипка ; ред. О. Біланюк; Українська Вільна Академія у США. — Нью-Йорк: [б.в.], 2000. — 191 с.: іл. — ISBN 0916381-14-5
- Лариса Петрівна Косач-Квітка (Леся Українка). Біографічні матеріали. Спогади. Іконографія. Книга 1. — Нью-Йорк — Київ.: «Факт», 2004. — 448 с. — ISBN 966-8408-63-2
- Лариса Петрівна Косач-Квітка (Леся Українка). Біографічні матеріали. Спогади. Іконографія. Книга 2. — К.: Темпора, 2015. — 536 с. — ISBN 978-617-569-208-0
- Волинські образки: ковельська еліта другої половини ХІХ століття / Т. Скрипка. – Луцьк: ФОП Захарчук В. М., 2012. – 152 с. — ISBN 978-966-2750-16-4
- Родові гнізда Драгоманових-Косачів: їх устрій та культура / Тамара Скрипка. — К.: Темпора, 2013. — 655 с.: іл.  — ISBN 978-617-569-130-4
- Спогади про Лесю Українку. Том I. — К.: Темпора, 2017. — 368 с.: іл. — ISBN 978-617-569-208-0
- Спогади про Лесю Українку. Том II. — Львів: Видавництво «Астролябія», 2021. — 512 с.: іл. — ISBN 978-617-664-218-3